# غاب عملاق
قصب بلدي، قصب رومي،قصب النيل أو الغاب العملاق  أو القصب أو غاب رومي أو غاب بلدي  هو نوع نباتي ينتمي إلى جنس الغاب من الفصيلة النجيلية.

## الانتشار والتأقلم
موطنه الهند والمناطق الدافئة في حوض البحر الأبيض المتوسط. يعتبر أصيلا في بلاد الشام ودخيلا في كثير من الأقطار العربية الأخرى. ينتشر في بعض مناطق غور الأردن عند المجاري المائية. أدخل أيضاً إلى الولايات المتحدة كنبات زينة وانتشر في كاليفورنيا ومناطق جنوبية أخرى. يوجد اليوم في جميع قارات العالم. يعتبر حشيشة مجتاحة في كثير من المناطق. ينمو قرب المجاري المائية وفي الأراضي الرطبة.

## الوصف النباتي
معمر يصل ارتفاعه إلى أكثر من ثلاثة أمتار. الساق قصبة مجوفة قاسية يتحول لونها إلى الأصفر.